# Saint-Georges-de-Didonne
Saint-Georges-de-Didonne ist eine südwestfranzösische Gemeinde mit 5093 Einwohnern (Stand 1. Januar 2022) im Département Charente-Maritime in der Region Nouvelle-Aquitaine; sie gehört zum Arrondissement Rochefort und zum Kanton Royan.
Nachbargemeinden von Saint-Georges-de-Didonne sind Médis im Norden, Semussac im Nordosten und Osten, Meschers-sur-Gironde im Südosten sowie Royan im Westen.

## Bevölkerungsentwicklung
| Jahr      | 1962 | 1968 | 1975 | 1982 | 1990 | 1999 | 2007 | 2016 |
| Einwohner | 3388 | 3680 | 3983 | 4287 | 4705 | 4034 | 5040 | 5356 |

## Sehenswürdigkeiten
Siehe: Liste der Monuments historiques in Saint-Georges-de-Didonne

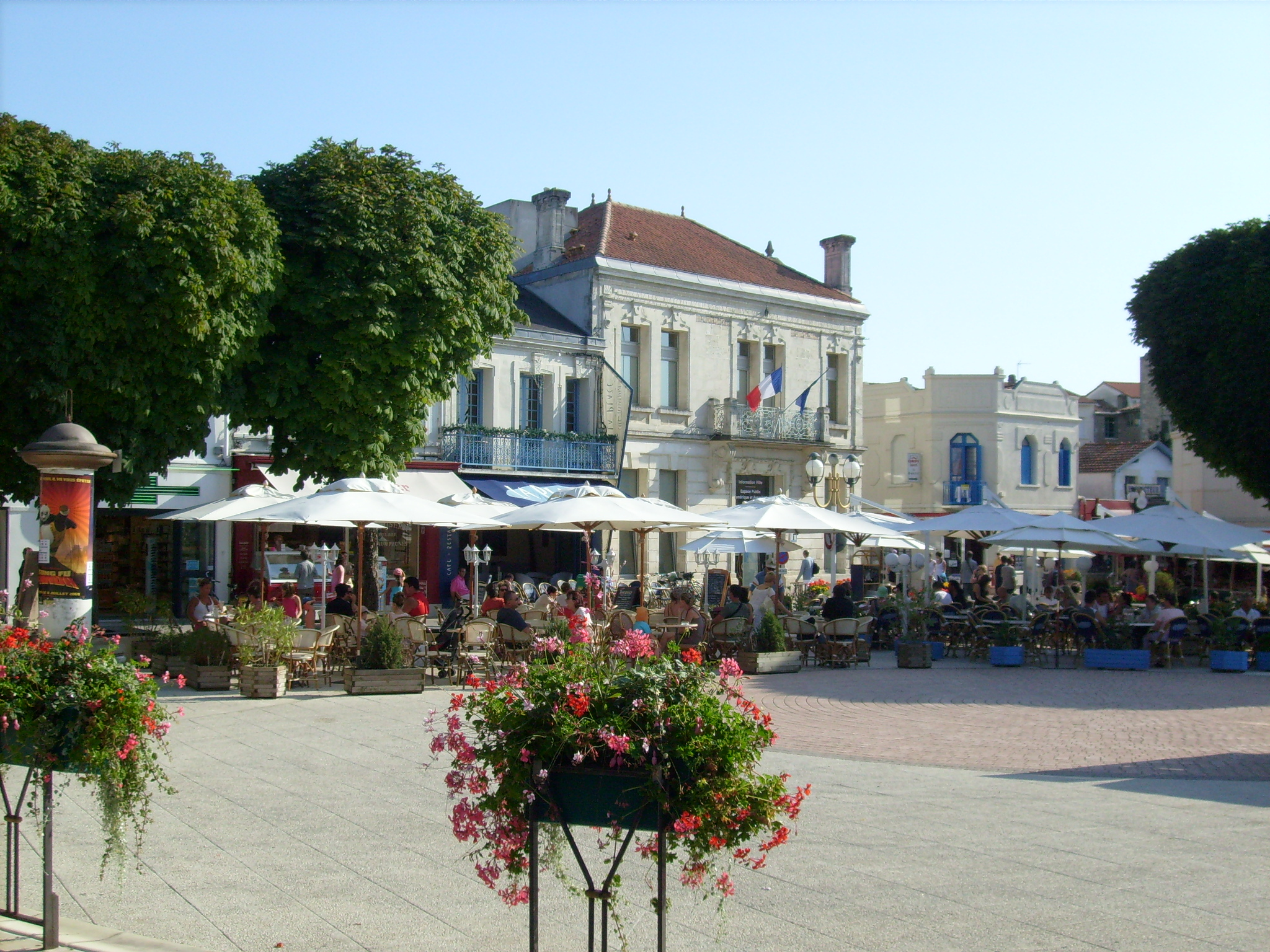
Place de Verdun
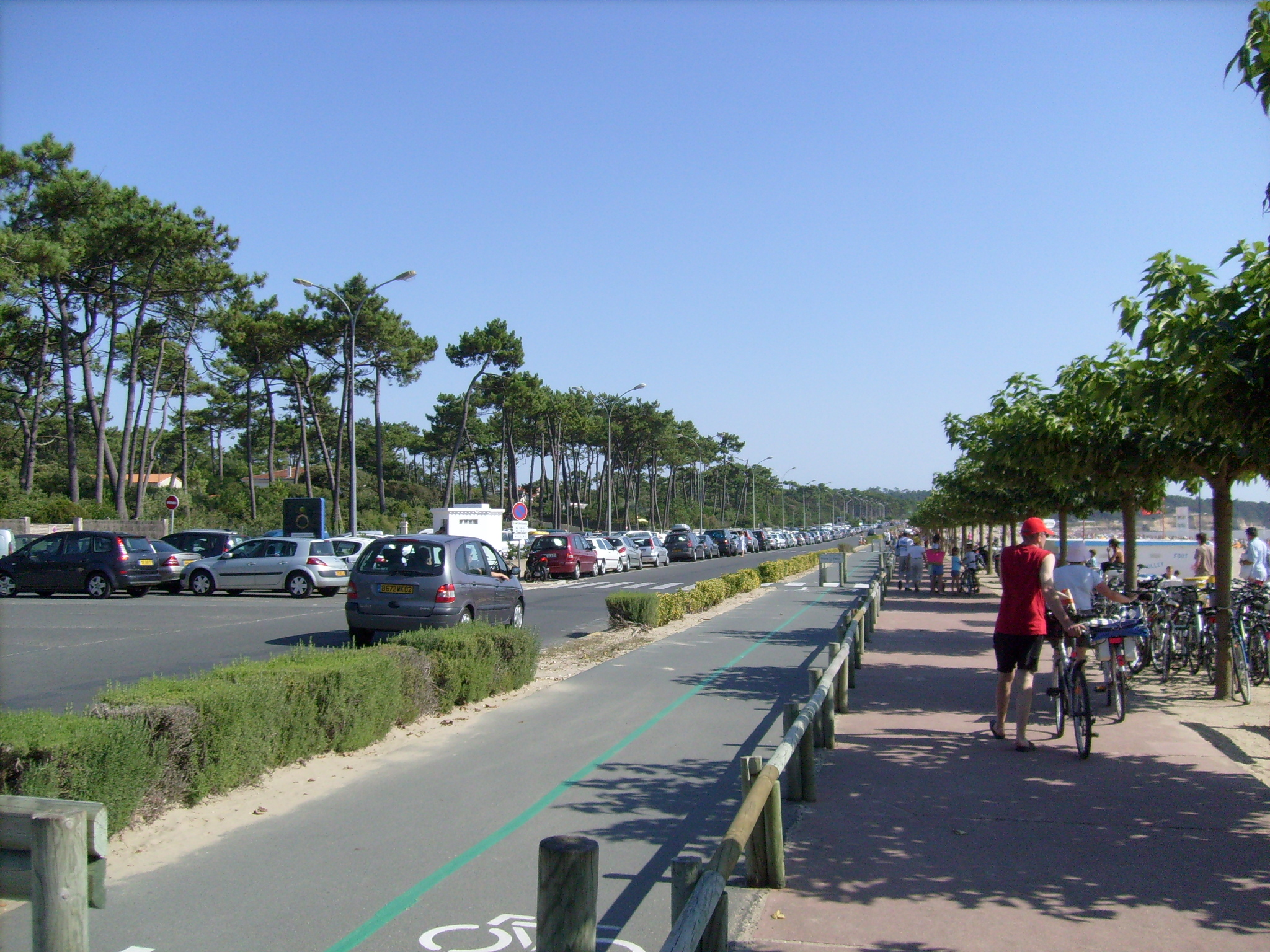
Boulevard de la Côte de Beauté
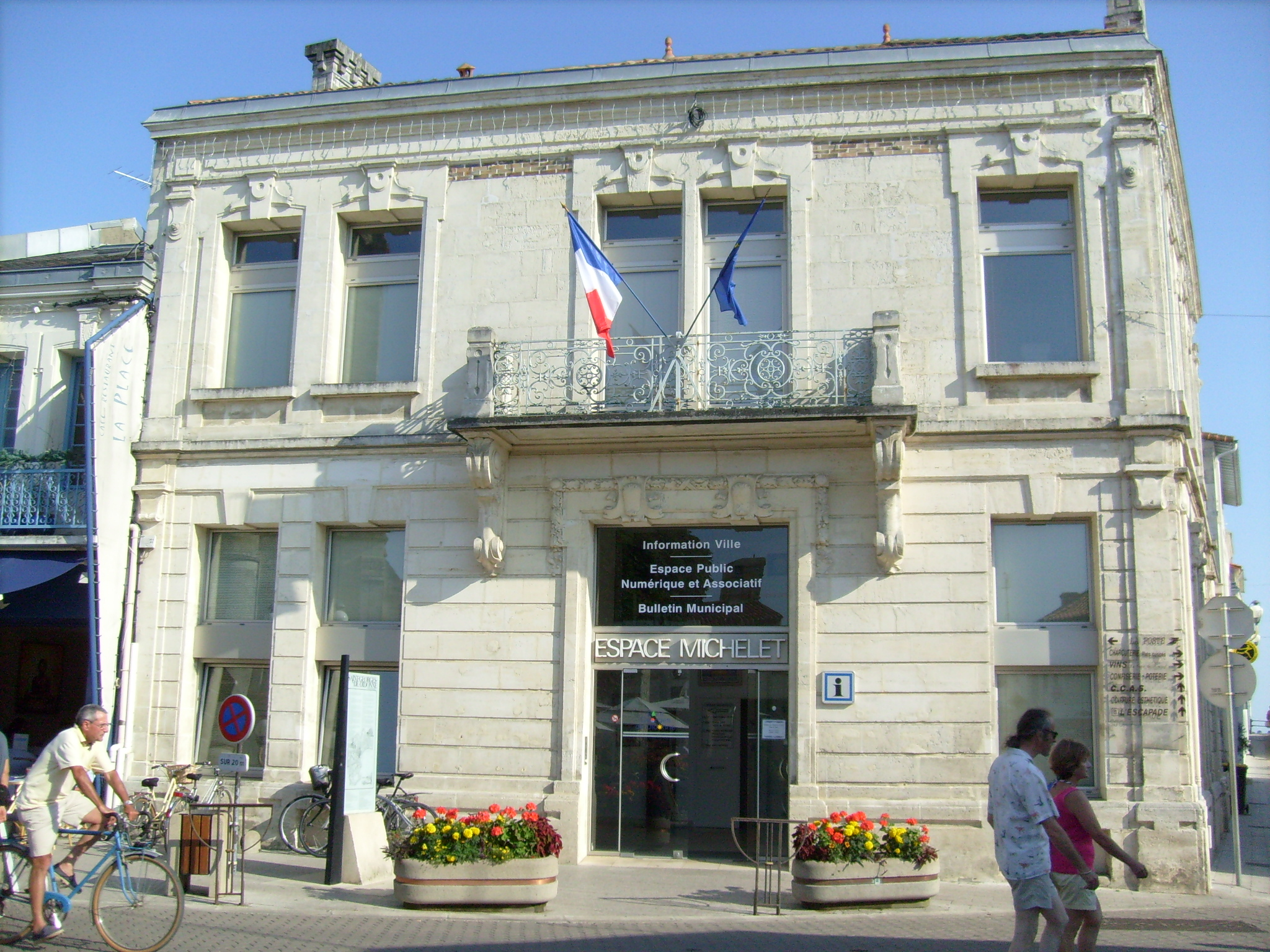
Espace Michelet
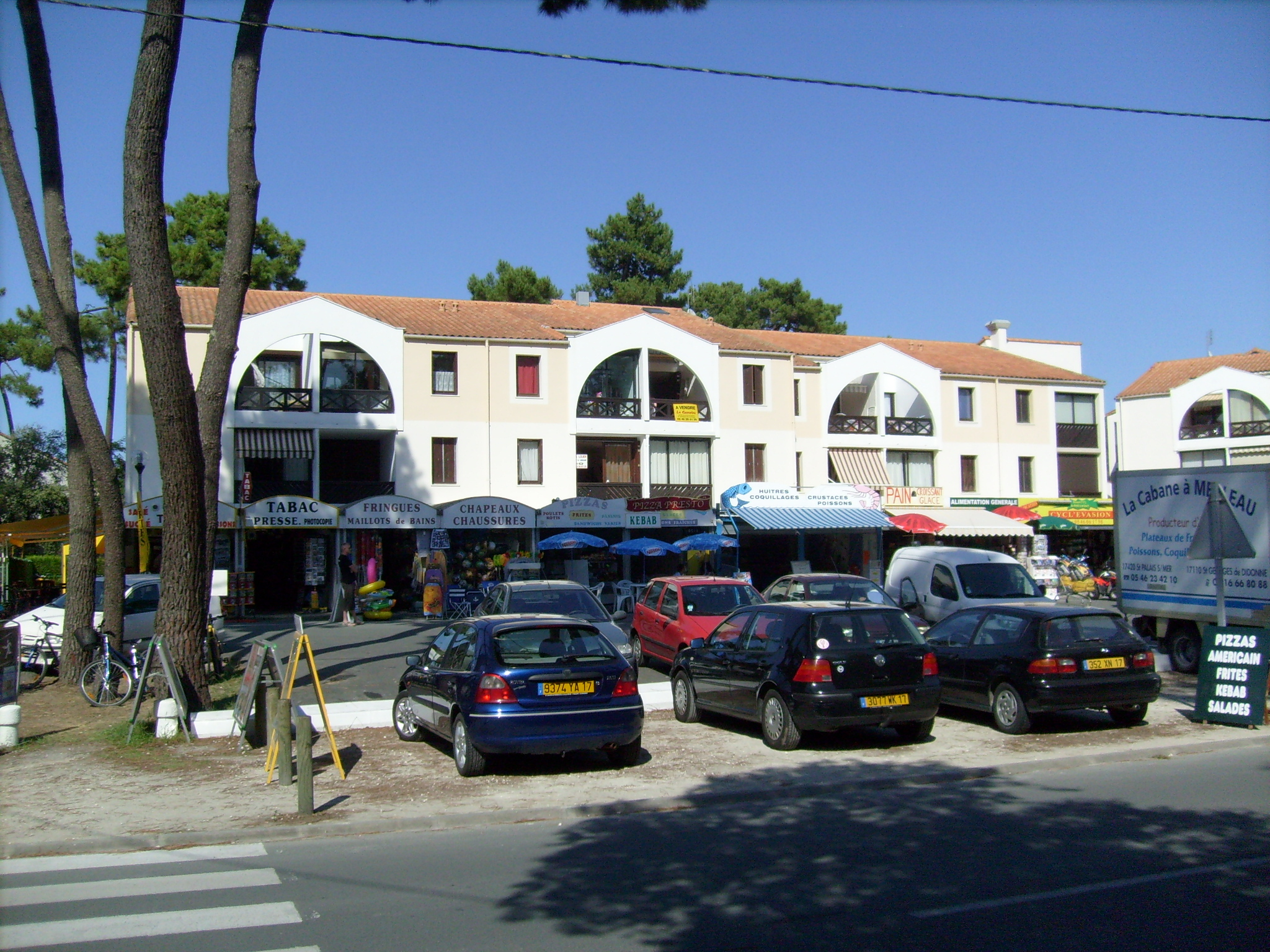
Marché de Suzac
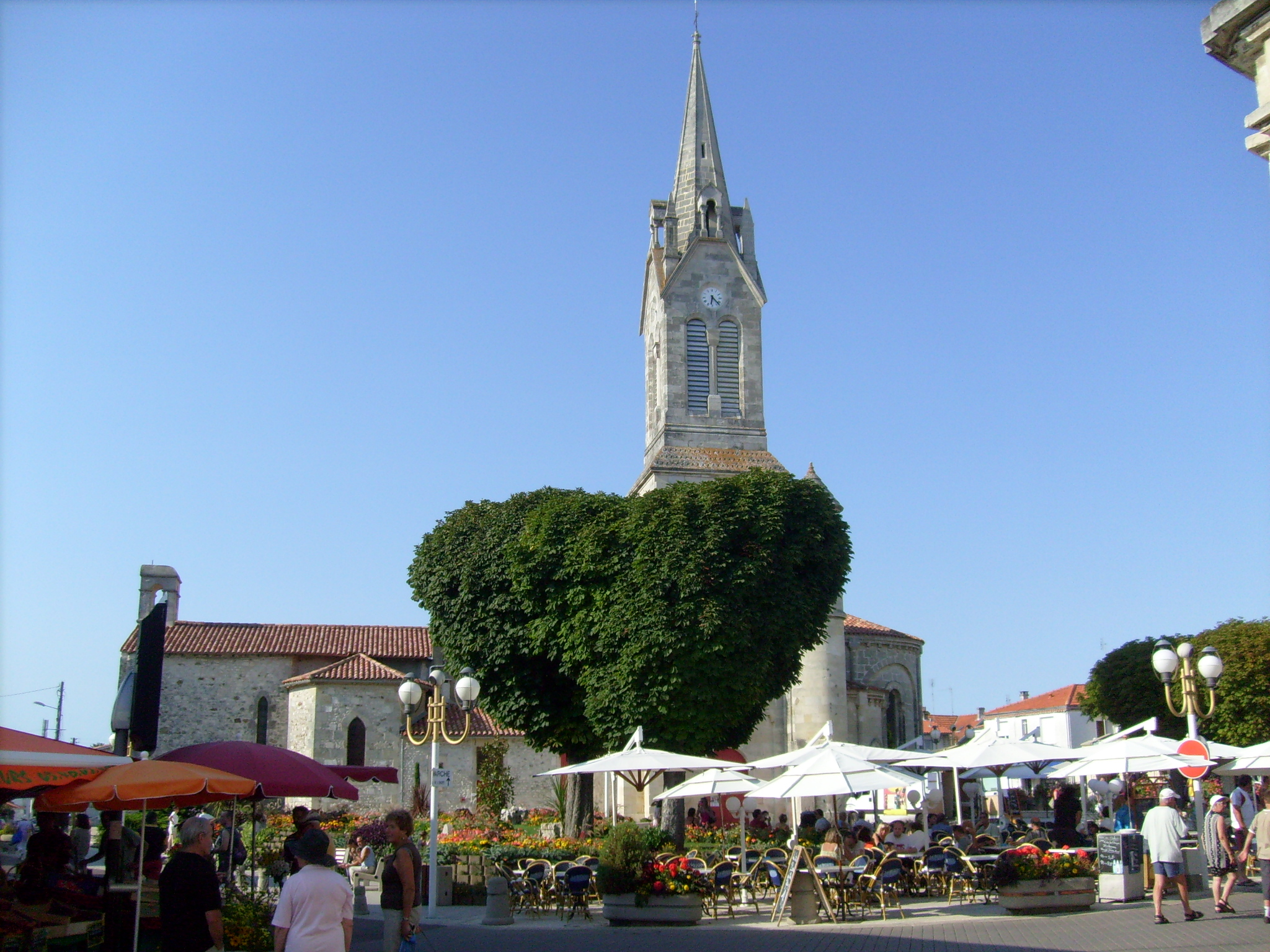
Kirche Saint-Georges
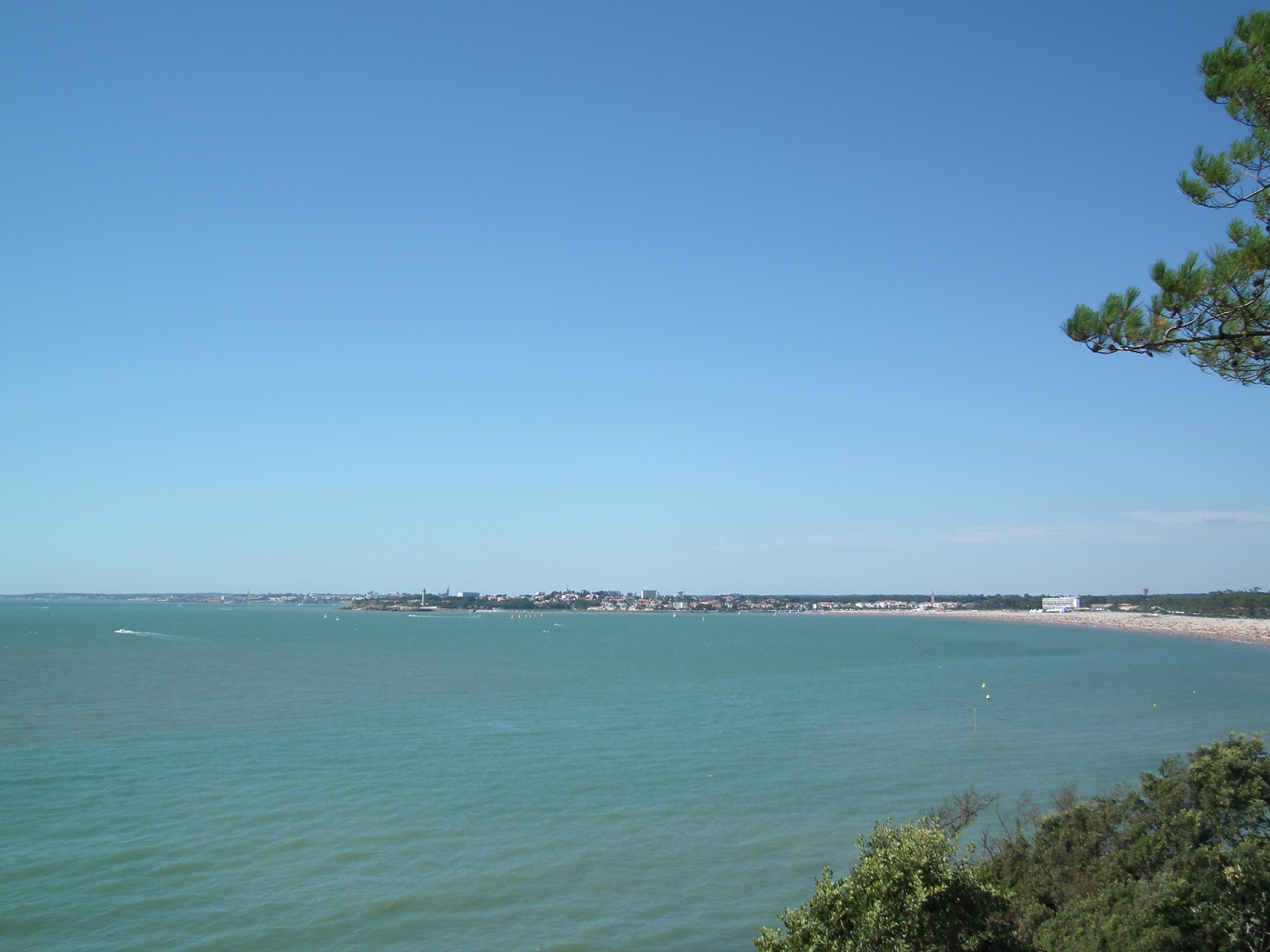
Gironde

## Städtepartnerschaften
- Gaienhofen (Deutschland)
- Balatonföldvár (Ungarn)
- Koulpélogo, Burkina Faso

## Persönlichkeiten
- Colette Besson (1946–2005), Leichtathletin und Olympiasiegerin